# William Joseph Wilkins
William Joseph Wilkins (ur. 1843, zm. 1902) – angielski indolog, badacz mitologii indyjskiej. Autor książki : Hindu Mythology, Vedic and Puranic wydanej po raz pierwszy w 1882 roku w Kalkucie .